# 角川源義賞
角川源義賞（かどかわげんよししょう）は、主に中堅以上の研究者に授与される学術賞。10月下旬(11月初旬)に発表され、贈呈式は12月に行われ、賞状、記念品、副賞(100万円)が贈られる。
角川書店の創業者角川源義は、民俗学者・国文学者・俳人でもあった。国学者（晩年は國學院大學理事だった）として日本文化振興への志の一端を具現しようと、昭和54年（1979年）に角川文化振興財団の発足と同時に創設された。
第24回までは国文学・国史学の二部門だったが、第25回より文学研究・歴史研究部門に変更された。片方が該当作なしの年度もある。

## 受賞作

### 第1回から第20回
- 第1回（1979年）
  - 目崎徳衛『西行の思想史的研究』
- 第2回（1980年）
  - 水原一『延慶本平家物語論考』
  - 小木新造『東亰庶民生活史研究』
- 第3回（1981年）
  - 佐竹昭広『萬葉集抜書』
  - 玉村竹二『日本禅宗史論集』
- 第4回（1982年）
  - 中野三敏『戯作研究』
  - 新井恒易『農と田遊びの研究』
- 第5回（1983年）
  - 樋口芳麻呂『平安・鎌倉時代散逸物語の研究』
  - 中村義雄『絵巻物詞書の研究』
  - 新城常三『新稿社寺参詣の社会経済史的研究』
- 第6回（1984年）
  - 谷山茂『新古今集とその歌人』
  - 吉田孝『律令国家と古代の社会』
- 第7回（1985年）
  - 野村純一『昔話伝承の研究』
  - 黒田日出男『日本中世開発史の研究』
- 第8回（1986年）
  - 粕谷宏紀『石川雅望研究』
  - 片桐一男『阿蘭陀通詞の研究』
- 第9回（1987年）
  - 峰岸明『平安時代古記録の國語學的研究』
  - 田中圭一『佐渡金銀山の史的研究』
- 第10回（1988年）
  - 小林芳規『角筆文献の國語學的研究』
  - 太田静六『寝殿造の研究』
- 第11回（1989年）
  - 松本隆信『室町時代物語大成』
  - 中井信彦『色川三中の研究 伝記篇』
- 第12回（1990年）
  - 西郷信綱『古事記注釈』
  - 平川南『漆紙文書の研究』
- 第13回（1991年）
  - 鈴木日出男『古代和歌史論』
  - 橋本初子『中世東寺と弘法大師信仰』
- 第14回（1992年）
  - 信多純一『近松の世界』
  - 国史学部門-該当作なし
- 第15回（1993年）
  - ハルオ・シラネ『夢の浮橋-「源氏物語」の詩学』（鈴木登美・北村結花訳）
  - 靑木和夫『日本律令国家論攷』
- 第16回（1994年）
  - 濱田啓介『近世小説・営為と様式に関する私見』
  - 栄原永遠男『日本古代銭貨流通史の研究』
- 第17回（1995年）
  - 表章『喜多流の成立と展開』
  - 朝尾直弘『将軍権力の創出』
- 第18回（1996年）
  - 外間守善『南島文学論』
  - 室伏信助『王朝物語史の研究』
  - 服部英雄『景観にさぐる中世-変貌する村の姿と荘園史研究』
- 第19回（1997年）
  - 朝倉尚『抄物の世界と禅林の文学』
  - 勝俣鎮夫『戦国時代論』
- 第20回（1998年）
  - 島津忠夫『和歌文学史の研究 和歌篇・短歌篇』
  - 石上英一『古代荘園史の基礎的研究』

### 第21回から第40回
- 第21回（1999年）
  - 神野藤昭夫『散逸した物語世界と物語史』
  - 上島有『東寺・東寺文書の研究』
- 第22回（2000年）
  - 日野龍夫『服部南郭伝攷』
  - 池上裕子『戦国時代社会構造の研究』
- 第23回（2001年）
  - 藤井貞和『源氏物語論』
  - 永村眞『中世寺院史料論』
- 第24回（2002年）
  - 佐藤恒雄『藤原定家研究』
  - 鎌田元一『律令公民制の研究』
- 第25回（2003年）
  - 今栄蔵『初期俳諧から芭蕉時代へ』
  - 脇田晴子『日本中世被差別民の研究』
- 第26回（2004年）
  - 川平ひとし『中世和歌論』
  - 五味文彦『書物の中世史』
- 第27回（2005年）
  - 稲田利徳『西行の和歌の世界』
  - 東野治之『日本古代金石文の研究』
- 第28回（2006年）
  - 小川剛生『二条良基研究』
  - 藤田覚『近世後期政治史と対外関係』
- 第29回（2007年）
  - 楠元六男『芭蕉、その後』
  - 本多博之『戦国織豊期の貨幣と石高制』
- 第30回（2008年）
  - 大谷節子『世阿弥の中世』
  - 眞壁仁『徳川後期の学問と政治-昌平坂学問所儒者と幕末外交変容』
  - 松方冬子『オランダ風説書と近世日本』
- 第31回（2009年）
  - 大谷雅夫『歌と詩のあいだ』
  - 坂野潤治『日本憲政史』
- 第32回（2010年）
  - 前田勉『江戸後期の思想空間』
  - 揖斐高『近世文学の境界』
- 第33回（2011年）
  - 渡邉裕美子『新古今時代の表現方法』
  - 上島享『日本中世社会の形成と王権』
- 第34回（2012年）
  - 牧野陽子『〈時〉をつなぐ言葉 ─ラフカディオ・ハーンの再話文学』
  - 伊藤聡『中世天照大神信仰の研究』
- 第35回（2013年）
  - 安藤宏『近代小説の表現機構』
  - 鈴木靖民『倭国史の展開と東アジア』
- 第36回（2014年）
  - 村井章介『日本中世境界史論』
  - 原道生『近松浄瑠璃の作劇法』
- 第37回（2015年）
  - 文学研究部門-該当作なし
  - 高埜利彦『近世の朝廷と宗教』
- 第38回（2016年）
  - 川平敏文『徒然草の十七世紀』
  - 塩出浩之『越境者の政治史』
- 第39回（2017年）
  - 佐々木孝浩『日本古典書誌学論』
  - 上原兼善『近世琉球貿易史の研究』
- 第40回（2018年）
  - 渡部泰明『中世和歌史論 ―様式と方法』
  - 義江明子『日本古代女帝論』

### 第41回以降
- 第41回（2019年）
  - 古井戸秀夫『評伝 鶴屋南北』
  - 横田冬彦『日本近世書物文化史の研究』
- 第42回（2020年）
  - 田渕句美子『女房文学史論 ―王朝から中世へ』
  - 歴史研究部門 - 該当作なし
- 第43回（2021年）[1]
  - 阪口弘之 『古浄瑠璃・説経研究　近世初期芸能事情』（上・下）
  - 加藤聖文 『海外引揚の研究　忘却された「大日本帝国」』
- 第44回（2022年）- 休止[2]

## 選考委員（一部）
文学部門
- 2009-2013　久保田淳、鈴木日出男、中野三敏、芳賀徹
- 2014 久保田、芳賀、揖斐高、原岡文子
- 2015 久保田、揖斐、原岡、安藤宏
- 2016- 揖斐、原岡、安藤、三浦佑之
- 2020- 原岡、安藤、三浦、長島弘明

歴史部門
- 2009-12　石上英一、黒田日出男、高村直助、脇田修
- 2013-　石上、黒田、高村、藤井譲治
- 2017-　石上、黒田、藤井、三谷博